# Guzgan
Guzgan, Guzganan o Quzghan (paixtu: گوزگان o گوزگانان o قوزگان), anomenada en àrab Juzjan (àrab: جوزجان, Jūzjān), fou una regió històrica del Turkestan afganès, entre els rius Murghab i Amudarià. Incloïa les actuals ciutats de Maymana, Andkhuy, Shibergan i Sar-i Pol. Era la regió de pas entre l'altiplà iranià i la Transoxiana.
El territori pertanyia al Tukharistan al segle VII i fou conquerit per al-Aqra, lloctinent d'al-Àhnaf ibn Qays, el 653. La dinastia local dels afrigúnides va restar com a poder local. El 737 el kakhan dels turcs fou derrotat pel governador del Khorasan Àssad ibn Abd-Al·lah al-Qasrí prop de la capital regional, Shuburkan. En aquest lloc tanmateix va morir l'alida Yahya ibn Zayd en lluita contra els partidaris dels omeies. Sota els abbàssides la capital va passar a Anbar, potser la moderna Sar-i Pol. La dinastia dels Gozgan-khudja va substituir als afrigúnides amb seu a Kundurm. En aquest temps la capital es creu que va passar a Maymana (al-Yahudiyya). El nom va deixar d'utilitzar-se per anomenar la regió al segle x.
Modernament fou el territori de diversos kanats uzbeks: Akče, Andukhy, Shibergan, Sar-i Pol, i Maymana. Foren incorporats a Afganistan amb Dost Muhammad, si bé el kanat de Maymana va conservar autonomia sota sobirania afganesa.